# Ужгородський Полустав
Ужгородський «Полустав», пергаменовий рукопис (209, фоліо) кін. 14 ст., що належав бібліотеці Товариства «Просвіта» в Ужгороді, найдавніший збережений ц.-слов. монастирський правильник (великий молитовник) сх. Слов'янщини. На думку його дослідника О. Колесси («ЗНТШ», тт. 141 — 143, 1925), він виник у Києві, а був переписаний на сх. Закарпатті (можливо, в Грушівському монастирі).